# Samsonite
A Samsonite International S.A. egy amerikai eredetű, mára azonban sokkal inkább nemzetközi cég, amely bőröndök és egyéb utazási kellékek gyártására szakosodott. 1910-ben alapította Jesse Shwayder Denverben, Shwayder Trunk Manufacturing Company néven. 1941-ben vette fel a Samsonite nevet. Ez a név a bibliai Sámsonra utal, és azt sugallja, hogy a termékeik ugyanolyan elnyűhetetlenek, mint a bibliai Sámson. Volt egy leányvállalata, a Samsonite Furniture Co., amely összehajtható székeket és kártyaasztalokat gyártott.
A Shwayder család 1973-ban eladta a céget a Beatrice Foods-nak. 1974-ben bemutatta az első gurulós bőröndöt. A cég később a KKR tulajdonába került. A nyolcvanas és kilencvenes években több nagyvállalat kezében is volt. Először kivált a KKR-től és az E-II része lett, amelyet a Fortune Brands vásárolt fel. Az E-II csődbe ment, és az Astrum International nevet vette fel. 1993-ban az Astrum felvásárolta az American Touristert. 1995-ben az Astrum feloszlott, így a Samsonite önálló céggé vált. 2011-ben kezdték el jegyezni részvényeit a hongkongi tőzsdén.
Denveri gyára 2001 májusában zárt be.
A Samsonite-nak három kontinensen van székhelye: Luxemburg (Európa), Hongkong (Ázsia) és Mansfield (Massachusetts, USA). 14.500 embert foglalkoztat.
Érdekességként megemlítendő, hogy a hatvanas években Észak-Amerikában a Samsonite forgalmazta a Lego termékeit, de a hetvenes években kiléptek a játékiparból.
A Good Housekeeping Magazine 2023-ban a legjobb poggyász márkának nevezte.
Leányvállalatai: American Tourister, Hartmann, Tumi, Lipault, Gregory, High Sierra és mások.
Két gyárteleppel is rendelkezik Magyarországon.